# Thomas Solesbury
Thomas Matthew Solesbury (conocido como Tom Solesbury; Farnborough, 23 de septiembre de 1980) es un deportista británico que compitió en remo. Su esposa, Catherine Greves, compitió en el mismo deporte.
Ganó una medalla de bronce en el Campeonato Mundial de Remo de 2007, en la prueba de ocho con timonel. Además, obtuvo una medalla de bronce en el Campeonato Mundial de Remo en Sala de 2021.
Participó en dos Juegos Olímpicos de Verano, en los años 2008 y 2012, ocupando el quinto lugar en Londres 2012 en la prueba de cuatro scull.

## Palmarés internacional
| Campeonato Mundial | Campeonato Mundial | Campeonato Mundial | Campeonato Mundial |
| Año                | Lugar              | Medalla            | Prueba             |
| ------------------ | ------------------ | ------------------ | ------------------ |
| 2007               | Múnich (Alemania)  | Medalla de bronce  | Ocho con timonel   |

| Campeonato Mundial | Campeonato Mundial | Campeonato Mundial | Campeonato Mundial |
| Año                | Lugar              | Medalla            | Prueba             |
| ------------------ | ------------------ | ------------------ | ------------------ |
| 2021               | Sede virtual       | Medalla de bronce  | 1 h                |